# 大司徒仁波切
廣定大司徒巴（藏語：ཏའི་སི་ཏུ་པ་，藏语拼音：Tai Situpa），又稱大司徒仁波切或泰錫度仁波切，“巴”是藏文对人的尊称。是噶舉派中的一個大修行人转世（祖古）傳承。它的傳承歷史悠久，起源自中國明成祖時代，在噶瑪噶舉傳承中，有著崇高的地位。根據傳說，大司徒仁波切是彌勒菩薩的化身，主寺為八邦寺。目前已傳承到第十二世，名為貝瑪屯有您切旺波，由第十六世噶瑪巴·讓炯日佩多傑認證，他是第十七世噶瑪巴·伍金赤列多傑的上師。

## 歷史起源
大司徒仁波切傳承起源於丘吉嘉稱，他是第五世噶瑪巴之徒。1405年，隨從第五世噶瑪巴，至中國北京，晉見明成祖。1407年，明成祖賜黑帽與水晶印璽，賜號灌頂圓通妙濟國師，並封其為廣定大司徒，從此這個傳承被稱為廣定大司徒。1437年，明英宗封其為國師。

## 當今大司徒
第十二世廣定大司徒巴--貝瑪·屯約·暱切·旺波（ པད་མ་དོན་ཡོད་ཉིན་བྱེད་དབང་པོ Pema Dönyö Nyinje Wangpo）仁波切，於藏曆雄木馬年(1954年)，生於今四川德格白玉地方的一戶農家。
十八個月大時，由十六世噶瑪巴認證，被迎至八蚌寺正式舉行陞座典禮。五歲時到楚布寺，在第九世桑杰年巴仁波切的協助下，舉行了首次紅寶冠灌頂法會。
1959年六歲時，離開西藏到達不丹，然後到錫金隆德寺，接受了大寶法王的所有口傳教法，同時在桑杰年巴、頂果欽哲、卡盧和薩杰等諸多上師仁波切的指導下，接受正規的宗教訓練。
1974年21歲時，在竹奔德千仁波切的邀請下，前往拉達克弘法，並在那裡停留一年。1975年，在印度比爾藏民區創建智慧林寺（Sherab Ling）。
1980年，應佛教團體的邀請首訪歐洲。此後，多次巡遊北美、歐洲及東南亞，以弘揚佛教哲學及禪修為己任。
1983年，為了滿足西方人對多元文化及禪修的興趣，成立了彌勒學院，並於當年接受第一世卡盧仁波切《大寶伏藏》灌頂及傳承。
1984年冬天，首次返回西藏，『這是滿足眾生精神需要的非政治的宗教之旅。』為不同傳承的很多寺廟舉行法會，為廣大僧俗信眾講授佛法並舉行灌頂，其中一場法會的參加者超過十萬人，有兩千多名男女當時剃度出家。此外，為修繕八蚌寺大經堂，新塑彌勒佛立像，重設佛學院；為安多、衛藏、康巴三地修繕寺廟，為繼承、弘揚西藏文化，進行了詳盡規劃設計，為藏傳佛教的發展做出了貢獻。
1989年，參與為世界和平祈福的神聖活動（the Pilgrimage for Active Peace），會見羅馬教宗若望·保祿二世，與一些世界精神領袖，如達賴喇嘛、Shankar Acharya of Dhurga, Acharya Muni Sushil Kumar等，進行交流對話。
1991年，再次回到西藏，進行了一系列的灌頂活動 (五巨寶藏的心密藏) ，並為1200餘名男女信眾授戒，該法會有65名轉世活佛、來自92座寺廟的5000餘名僧人，以及數以萬計的民眾參加。
1992年，認證了第十七大寶法王鄔金·欽列·多傑（Ogyen Trinlay Dorje），這項認證也得到第十四世達賴喇嘛的確認，隨即與嘉察仁波切一起，在西藏祖普寺為十七世大寶法王舉行陞座大典。
2000年，正式擔負起為十七世大寶法王傳授大手印及其他傳承教法的重任。
2006年8月至11月，在印度智慧林舉行了為期三個月的大寶伏藏法會，為第四世蔣貢康楚仁波切舉行了灌頂儀式，有50多位轉世活佛、1500餘名出家僧眾，及來自27個國家的2000餘名信眾參加。
2007年8月至10月，在印度智慧林繼續前一年的五巨寶藏灌頂、噶舉寶藏及心密藏口傳等法事活動。
2009年8月，應第二世卡盧仁波切的請求，為卡盧仁波切及其他信眾傳授完整的香巴噶舉法口訣、灌頂及教法。
2009年9月至12月，應諸多仁波切及堪布的長期請求，為受過沙彌戒和具足戒的僧尼，傳授完整詳細的了義海大手印教授並進行閉關實修指導。
目前，廣定大司徒巴繼續歷代大司徒的實修傳統，同時也以各種善巧方式教誨、訓練、培養噶舉等法脈的新一代傳承上師。
在世俗社會中，大司徒仁波切是一位學者、詩人、作家、書法家、藝術家、建築家、堪輿學家。

## 傳承世系
第一世大司徒 却吉嘉岑（Chokyi Gyaltsen,1377-1448）
第二世大司徒 塔西南嘉（Tashi Namgyal,1450-1497）
第三世大司徒 塔西巴就（Tashi Paljor,1498-1541）
第四世大司徒 却吉枸恰（Chokyi Gocha,1542-1585）
第五世大司徒 却吉嘉岑帕桑（Chokyi Gyaltsen Palsang,1586-1657）
第六世大司徒 米芳却嘉热添（Mipham Chogyal Rabten,1658-1682）
第七世大司徒 玛维宁玛（Mawe Nyima,1683-1698）
第八世大司徒 却吉炯聂（Chokyi Jungne,1700-1774）
第九世大司徒 贝玛您杰汪波（Pema Nyinje Wangpo,1774-1853）
第十世大司徒 贝玛昆桑（Pema Kunsang,1854-1885）
第十一世大司徒 贝玛汪却嘉波（Pema Wangchok Gyalpo,1886-1952）
第十二世大司徒 仁波切 贝玛·屯有·您切·旺波（Pema Tonyo Nyinje Wangpo,1954-  ）

## 外部連結
- 八蚌全球網路中心 《尊貴的 第十二世廣定大司徒巴生平簡介》 （页面存档备份，存于）
- 八蚌全球網路中心《廣定大司徒巴的傳承與轉世》 （页面存档备份，存于）